# Eugène-Marie Ernoult
Pour les articles homonymes, voir Ernoult.
Eugène-Marie Ernoult est un prélat français, archevêque de Sens de 1977 à 1990.
Il réorganise le diocèse, regroupant les paroisses, érigeant 110 paroisses nouvelles, réparties en huit doyennés.

## Biographie
Le 23 décembre 1968, Eugène-Marie est nommé évêque titulaire de Tadamata (de)